# Бовикіни
Бови́кіни (рос. Бовыкины) — присілок у складі Мурашинського району Кіровської області, Росія. Входить до складу Мурашинського сільського поселення.
Населення становить 15 осіб (2010, 33 у 2002).
Національний склад станом на 2002 рік — росіяни 97 %.